# Eleccions legislatives belarusses de 2016
L'11 de setembre de 2016 es van celebrar eleccions legislatives a Belarús.

## Sistema electoral
Els 110 membres de la Cambra de Representants es triaven anteriorment mitjançant el sistema de dues voltes. No obstant això, en 2013 es va introduir un nou codi electoral que va abolir el requisit que els candidats rebessin majoria absoluta, canviant de fet el sistema de votació a majoria simple. Tots els candidats són triats en circumscripcions uninominals. Tanmateix, si només hi ha un candidat, cal que rebi almenys el 50% dels vots emesos (els votants també poden votar en contra de tots). La participació electoral en una circumscripció ha de ser d'almenys el 50% perquè l'elecció es consideri vàlida.
En els casos en què no s'hagi aconseguit la participació o no hagi resultat elegit cap candidat, es repetiran les eleccions.

## Resultats
La Comissió Electoral Central va declarar que les eleccions s'havien considerat vàlides en totes les circumscripcions. Al mateix temps, observadors independents van declarar que les dades de participació havien estat falsificats en moltes circumscripcions, particularment a Minsk, i que la participació real era inferior al 50% requerit perquè els resultats en una circumscripció fossin considerats vàlids.
Dels 110 escons que estaven en joc, només dos candidats de l'oposició ho van aconseguir, sent així els primers des de 2004. Es tracten d'Hanna Kanapatskaya, membre del Partit Cívic Unit, va guanyar en una de les circumscripcions de Minsk, mentre que la candidata independent Alena Anisim va guanyar en una circumscripció de la regió de Minsk. La resta de diputats van ser considerats progovernamentals, o sigui, que donen suport al president Aleksandr Lukaixenko.